# شهرستان پووتوسک
شهرستان پووتوسک (به لهستانی: Powiat Pułtusk) یک شهرستان در لهستان است که در استان ماسوویان واقع شده‌است. شهرستان پووتوسک ۸۲۸٫۶۳ کیلومتر مربع مساحت و ۵۱٬۰۳۳ نفر جمعیت دارد.